# Доповіді Національної академії наук України
«Доповіді Національної академії наук України» (англ. Reports of the National Academy of Sciences of Ukraine) — науково-теоретичний журнал Національної академії наук України. ISSN (Print) 1025-6415. ISSN (Online) 2518-153X. Свідоцтво про державну реєстрацію КВ № 8889 від 21.06.2004 р.
Рік заснування — 1939 під назвою «Доповіді Академії наук Української РСР», сучасна назва – від 1995 року. 
З 1967 року розділений на 2 окремі журнали: «Доповіді Академії наук Української РСР. Серія А: Фізико-математичні та фізичні науки», «Доповіді Академії наук Української РСР. Серія Б: Геологічні, хімічні та біологічні науки». 1992 року серії «А» і «Б» знову об'єднані в один журнал. У 1975–1992 роках журнал друкували паралельно українською і російською мовами, 1992 року випуски об'єднано.
Проблематика статей: математика, природознавство, технічні науки.  Особливістю журналу є, що в ньому публікуються статті авторами яких є академіки та члени-кореспонденти НАН України, а також науковців НАН України та вищих навчальних закладів України, якщо вони подані академіками та членами-кореспондентами НАН України.
Входить до Переліку фахових видань України (категорія “Б”) зі спеціальностей: фізико-математичні, технічні, хімічні та біологічні. З 2019 року журнал внесено до міжнародного каталогу журналів відкритого доступу Directory of Open Access Journals.
Мова видання: українська, російська, англійська. Головний редактор А. Г. Наумовець.
Частота видання: 12 чисел на рік.